# Нунапитчук (аэропорт)
Аэропорт Нунапи́тчук (англ. Nunapitchuk Airport), (ИАТА: NUP, FAA LID: 16A) — государственный гражданский аэропорт, расположенный в населённом пункте Нунапитчук (Аляска), США.

## Операционная деятельность
Аэропорт Нунапитчук находится на высоте 4 метров над уровнем моря и эксплуатирует две взлётно-посадочные полосы, одна из которых предназначена для приёма гидросамолётов:
- 18/36 размерами 622 х 18 метров с гравийным покрытием;
- NE/SW размерами 914 x 91 метров.